# Elsa Valentim
Elsa Valentim (Beja, 4 de Janeiro de 1966) é uma actriz portuguesa. Participou em séries e novelas, como Roseira Brava, Polícias, A Lenda da Garça, O Bairro da Fonte, Anjo Selvagem, Doce Fugitiva, Feitiço de Amor, Morangos com Açúcar, Os Nossos Dias, Massa Fresca, ou Dentro.
Em 2000, fundou a ACT - Escola de Actores, juntamente com Patrícia Vasconcelos.

## Filmografia

### Televisão
- Elenco adicional, em Queridos Papás, TVI 2023
- Elenco adicional, Mãe de Sara em Sangue Oculto, SIC 2022
- Actriz convidada na série Histórias da Montanha, RTP 2022
- Elenco adicional, Jú na série Cuba Libre, RTP 2021
- Actriz convidada, Manuela em Crimes Submersos, RTP 2021
- Actriz convidada em A Série, RTP 2020
- Actriz convidada, Isabelita em Crónica dos Bons Malandros, RTP 2020
- Elenco fixo, Eugénia Alves Craveiro em Golpe de Sorte, SIC 2019
- Actriz convidada na série Sara, RTP 2018
- Elenco adicional, Cidália Bettencourt em Paixão, SIC 2017
- Elenco adicional, Laura em Espelho d'Água, SIC 2017
- Actriz convidada, Teresa Souto Couto em Inspector Max, TVI 2016
- Actriz convidada, Mãe de Maria Miguel em Massa Fresca, TVI 2016
- Elenco fixo, Manuela em Dentro, RTP 2016
- Participação na série Aqui Tão Longe, RTP 2015
- Participação na série francesa Une Famille Formidable, TF1 2015
- Elenco adicional, Teresa em Poderosas, SIC 2015
- Elenco adicional, Natércia em Mulheres, TVI 2014
- Participação especial, Mãe de João Maria em Sol de Inverno, SIC 2014
- Elenco adicional, Alice em Os Nossos Dias, RTP 2013
- Elenco adicional, Teresa em Morangos com Açúcar, TVI 2009
- Elenco fixo, Ilda Piedade em Feitiço de Amor, TVI 2008-2009
- Actriz convidada, Senhora da Palestra em Conta-me Como Foi, RTP 2007
- Elenco fixo, Victória em Doce Fugitiva, TVI 2006-2007
- Actriz convidada, Emília em Inspector Max, TVI 2005
- Actriz convidada, Sra. Andrade em Ana e os Sete, TVI 2004
- Elenco adicional, Cláudia em Anjo Selvagem, TVI 2002
- Actriz convidada, Paula em Super Pai, TVI 2001/2002
- Elenco fixo, Raquel em Bastidores, RTP 2001
- Elenco fixo, Lena em Bairro da Fonte, SIC 2000-2001
- Actriz convidada em Crianças SOS, TVI 2000
- Actriz convidada no último episódio de Médico de Família (série), SIC 2000
- Actriz convidada em Mãos à Obra, RTP 1999
- Elenco fixo, Cristina Coutinho em A Lenda da Garça, RTP 1999
- Actriz convidada, Marta na sitcom Uma Casa em Fanicos, RTP 1999
- Actriz convidada, Sara em Jornalistas, SIC 1999
- Actriz convidada, Eulália em Esquadra de Polícia, RTP 1998
- Actriz convidada na sitcom Solteiros, RTP 1997
- Actriz convidada na 2ª temporada de Queridas e Maduras, RTP 1996
- Elenco fixo, Ana em Polícias, RTP 1996
- Elenco fixo, Helena Vilhena em Roseira Brava, RTP 1995
- Actriz convidada, Mécia, em Lendas e Factos da História de Portugal, RTP 1990

### Cinema
- O Jovem Cunhal, de João Botelho, 2022
- Ponto Final, de Miguel López Beraza, 2022
- Joyeuse Retraite 2, de Fabrice Bracq, 2021
- Nunca Nada Aconteceu, de Gonçalo Galvão Teles, 2020
- A Pereira da Tia Miséria, de Marie Brand, RTP 2020 (telefilme)
- Al Berto, de Vicente Alves do Ó, 2017
- O Amor é Lindo ... Porque Sim!, de Vicente Alves do Ó, 2016
- Os Gatos Não Têm Vertigens, de António Pedro Vasconcelos, 2013
- A Escada, de Jorge Paixão da Costa, RTP 2005 (telefilme)
- Trânsito Local, de Fernando Rocha, 2000
- Quando Troveja, de Manuel Mozos, 1999
- Lourdes, de Lodovico Gasparini, 1999
- Jaime, de António Pedro Vasconcelos, 1999
- Ciel D'orage, de Paolo Barzman, 1996
- Conto de Natal, de Alvaro Fugulin, RTP 1993 (telefilme)
- Le tueur du zodiaque, de Bernard Villiot, 1991
- Piano Panier, de Patricia Plattner, 1989

### Publicidade
- Tide, 2001
- Panrico, 2000
- Banco Português do Atlântico, 1997
- Gel Safeguard, 1996
- Hipermercados Modelo-Continente, 1995
- Bolsa de Turismo de Lisboa, 1994
- Super Pop Limão, 1992